# Камілл де Лелліс
Камілл де Лелліс (італ. Camillo de Lellis 25 травня 1550 — 14 липня 1614) — католицький святий, засновник ордена камілліанців .

## Біографія
Камілл де Лелліс народився 25 травня 1550 року в Букк'яніко (нині — в італійському регіоні Абруццо). Його батько був капітаном неаполітанської армії, з дитинства Камілл мріяв про кар'єру військового. В юності він став солдатом, служив в Венеції, Іспанії, брав участь у військових операціях в Північній Африці. Був двічі поранений в боях, лікувався в римському госпіталі св. Якова. В армії Камілл пристрастився до карткової гріи, в результаті програв все майно. Через нестачу коштів найнявся робітником на будівництво монастиря капуцинів в Манфредонії. У 1575 році пережив духовне звернення, внаслідок чого після закінчення будівництва вступив в новіціат побудованого монастиря. Через хворобу змушений був перервати новіціат і пройти курс лікування в тому ж самому госпіталі, де відновлювався після поранень. Духовна зміна призвела до того, що Камілл звернув найпильнішу увагу на неналежне ставлення до хворих в госпіталі, після чого він вирішив присвятити життя допомозі хворим. Після лікування він залишився в лікарні, почав доглядати за пацієнтами, і домігся поліпшення умов їхнього утримання. Згодом він був призначений на одну з керівних посад в лікарні, після чого провів реформу, замінивши найманих службовців, що доглядали за хворими на добровольців, ряд з яких вступив згодом в заснований ним орден.
Його духовним наставником став святий Філіпо Нері, який переконав Камілла в необхідності прийняти духовний сан. У 1584 році він заснував Товариство служителів хворих, в 1586 році статут Товариства затверджений папою Сікстом V, а в 1591 році папа Григорій XIV звів товариство в статус чернечого ордену. Камілліанці поряд із трьома традиційними чернечими обітницями давали четверту — обітницю служіння хворим. У тому ж році Камілл де Лелліс прийняв урочисті обітниці разом з 25 колегами і став першим настоятелем ордена. До кінця життя святий Камілл заснував 14 обителей. Камілліанці працювали в безлічі госпіталів по всій Італії і прославилися тим, що не відмовлялися доглядати навіть за хворими смертельно небезпечними хворобами під час епідемій. Камілліанці також доглядали за безнадійно хворими, намагаючись втішити їх і полегшити муки, що принесло їм прізвисько «батьки благої смерті».
У 1607 році святий Камілл склав із себе звання настоятеля, щоб цілком присвятити себе догляду за страждаючими. У 1614 році він помер.

## Шанування
У 1742 році його беатифікували, а в 1746 році канонізували. Праці св. Камілла мають значення, як джерела з історії медицини; святий Камілл докладно описував медичні практики XVI—XVII століть. День пам'яті в Католицькій церкві — 14 липня. Святий Камілл де Лелліс визнаний в католицизмі покровителем хворих та медичних працівників.